# Jedna panna navíc
Jedna panna navíc (1999, One Virgin Too Many ) je historický detektivní román anglické spisovatelky Lindsey Davisové. Jde o jedenáctý díl dvacetidílné knižní série, odehrávající se v antickém Římě za vlády císaře Vespasiana. Jejím hlavním hrdinou je soukromý informátor (vlastně soukromý detektiv) Marcus Didius Falco, který je také vypravěčem románu.

## Obsah románu
Román se odehrává roku 74. Falco díky odměně, kterou získal jako auditor při velkém sčítání lidu, může vstoupit do jezdeckého stavu a oženit se se svou družkou Helenou, dcerou senátora Decima Camilla Vera. Od císaře získal za své služby poněkud zvláštní úřad prokurátora drůbeže pro Senát a římský lid a k tomu jsou mu svěřena augurská posvátná kuřata. Ale jeho detektivní práce nekončí. O pomoc jej požádá dívka Gaia Laelia z jedné aristokratické římské rodiny, protože se obává, že ji chce někdo zavraždit. Falco ji nebere vážně, protože ví, jakou mají děti v jejím věku bujnou fantazii. Když pak Gaia najednou zmizí, zoufalá rodina požádá Falcona, zda by ji nenašel. Současně probíhá příprava na volbu nové nejvyšší vestálky, protože té dosavadní vypršela její třicetiletá služba. Nejvyšší vestálka má být určena losem z řady dívek z předních římských rodin, kam patří i Gaia. Mezitím došlo ke krvavé vraždě jednoho z tzv. Arvalských bratří, dvanáctičlenného náboženského bratrstva, jehož mrtvolu najde jeden z Heleniných bratří, což možná souvisí se zmizením dívky. Falco postupně odhaluje prohnilé pozadí oficiálního římského náboženství.

## Česká vydání
- Jedna panna navíc (Praha: BB/art 2008), přeložila Alena Jindrová-Špilarová.